# Píseň pro tebe
Píseň pro tebe (v originále Quand j'étais chanteur) je francouzský hraný film z roku 2006, který režíroval Xavier Giannoli podle vlastního scénáře. Snímek měl světovou premiéru na filmovém festivalu v Cannes dne 26. května 2006.

## Děj
Alain Moreau je padesátiletý zpěvák žijící v Clermont-Ferrand. Během koncertu ho navštíví jeho přítel Bruno z realitní kanceláře. Doprovází ho jeho nová stážistka Marion, mladá svobodná žena, matka šestiletého dítěte. Alain propadne jejímu kouzlu. Pár se postupně sbližuje.

## Obsazení
| Gérard Depardieu  | Alain Moreau     |
| Cécile de France  | Marion           |
| Christine Citti   | Michèle          |
| Mathieu Amalric   | Bruno            |
| Patrick Pineau    | Daniel           |
| Jean-Pierre Gos   | starosta         |
| Marie Kremer      | Laurence         |
| Antoine De Prekel | Martin           |
| Catherine Salviat | Laville          |
| Alain Kruger      | lékař            |
| Alain Chanone     | Philippe Mariani |
| Christophe        | zpěvák           |
| Camille de Pazzis | Jenifer          |

## Ocenění
- César: nejlepší zvuk (François Musy a Gabriel Hafner); nominace v kategoriích nejlepší film, nejlepší herec (Gérard Depardieu), nejlepší herečka (Cécile de France), nejlepší herečka ve vedlejší roli (Christine Citti), nejlepší původní scénář (Xavier Giannoli), nejlepší střih (Martine Giordano)